# Говард (Огайо)
Говард (англ. Howard) — переписна місцевість (CDP) в США, в окрузі Нокс штату Огайо. Населення — 246 осіб (2020).

## Географія
Говард розташований за координатами 40°24′34″ пн. ш. 82°19′39″ зх. д. / 40.40944° пн. ш. 82.32750° зх. д. (40.409320, -82.327415).  За даними Бюро перепису населення США в 2010 році переписна місцевість мала площу 0,58 км², уся площа — суходіл.

## Демографія
Згідно з переписом 2010 року, у переписній місцевості мешкали 242 особи в 94 домогосподарствах у складі 67 родин. Густота населення становила 417 осіб/км².  Було 116 помешкань (200/км²).
Расовий склад населення:
| - 98,3 % — білих - 0,4 % — корінних американців |

До двох чи більше рас належало 1,2 %. Частка іспаномовних становила 0,0 % від усіх жителів.
За віковим діапазоном населення розподілялося таким чином: 20,7 % — особи молодші 18 років, 59,1 % — особи у віці 18—64 років, 20,2 % — особи у віці 65 років та старші. Медіана віку мешканця становила 40,0 року. На 100 осіб жіночої статі у переписній місцевості припадало 112,3 чоловіків;  на 100 жінок у віці від 18 років та старших — 100,0 чоловіків також старших 18 років.
За межею бідності перебувало 27,3 % осіб, у тому числі 61,4 % дітей у віці до 18 років та 37,8 % осіб у віці 65 років та старших.
Цивільне працевлаштоване населення становило 118 осіб. Основні галузі зайнятості: освіта, охорона здоров'я та соціальна допомога — 34,7 %, транспорт — 30,5 %, будівництво — 15,3 %, фінанси, страхування та нерухомість — 7,6 %.